# Kerrieplant
De kerrieplant (Helichrysum italicum) is een overblijvend kruid uit de composietenfamilie.

## Kenmerken
De plant wordt tot 60 cm hoog, heeft smalle grijs-zilveren bladeren, zwavelgele bloemen, en geurt naar kerrie. De bloei kan duren tot september.
De plant komt van nature voor in het Middellandse Zeegebied, en groeit op droge, rotsachtige of zandgrond.

## Gebruik in de keuken
Takjes en bladeren worden zowel vers als gedroogd gebruikt in de Mediterrane keuken.
In kerriepoeder komt de plant normaliter niet voor.
Ook is de plant niet nauw verwant met de kerrieboom, Murraya koenigii, waarvan de bladeren in Azië om hun kerriesmaak in de keuken worden gebruikt.